# Torcy-et-Pouligny
Torcy-et-Pouligny é uma comuna francesa na região administrativa da Borgonha-Franco-Condado, no departamento [[Côte-d'Or]]. Estende-se por uma área de 10,56 km². Em 2010 a comuna tinha 214 habitantes (densidade: 20,3 hab./km²).